# Emesis neemias
Emesis neemias är en fjärilsart som beskrevs av William Chapman Hewitson 1872. Emesis neemias ingår i släktet Emesis och familjen Riodinidae. Inga underarter finns listade i Catalogue of Life.

## Bildgalleri

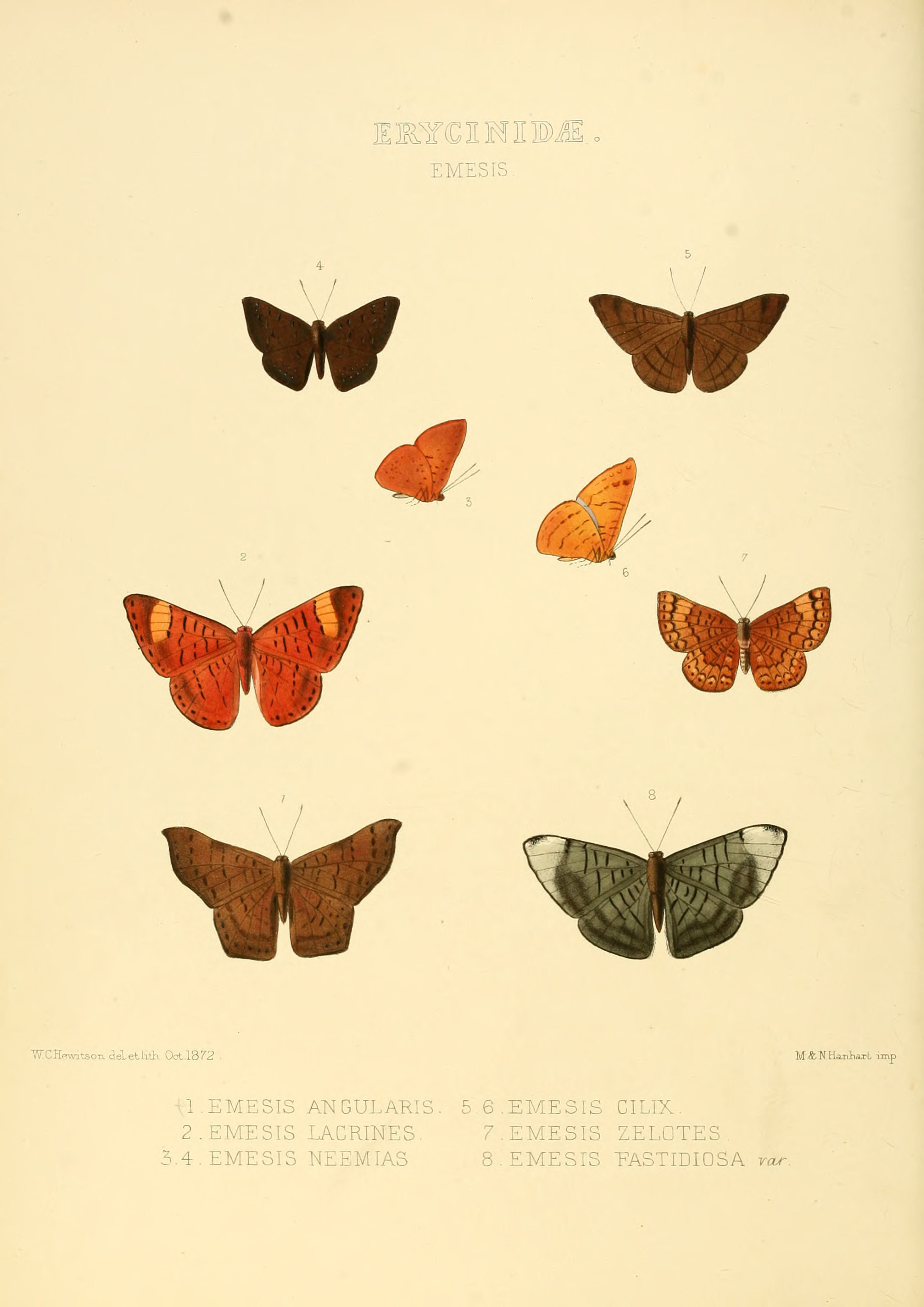